# Aggregat 2

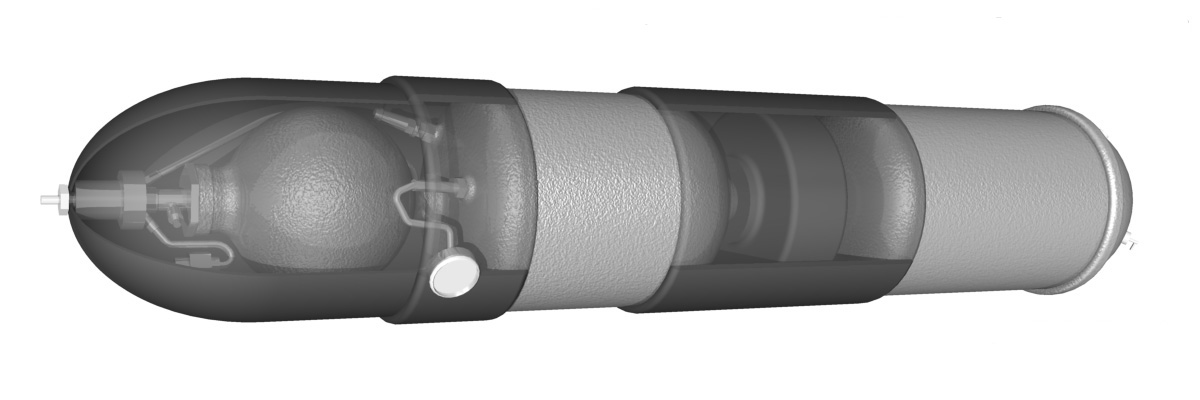
Aggregat 2

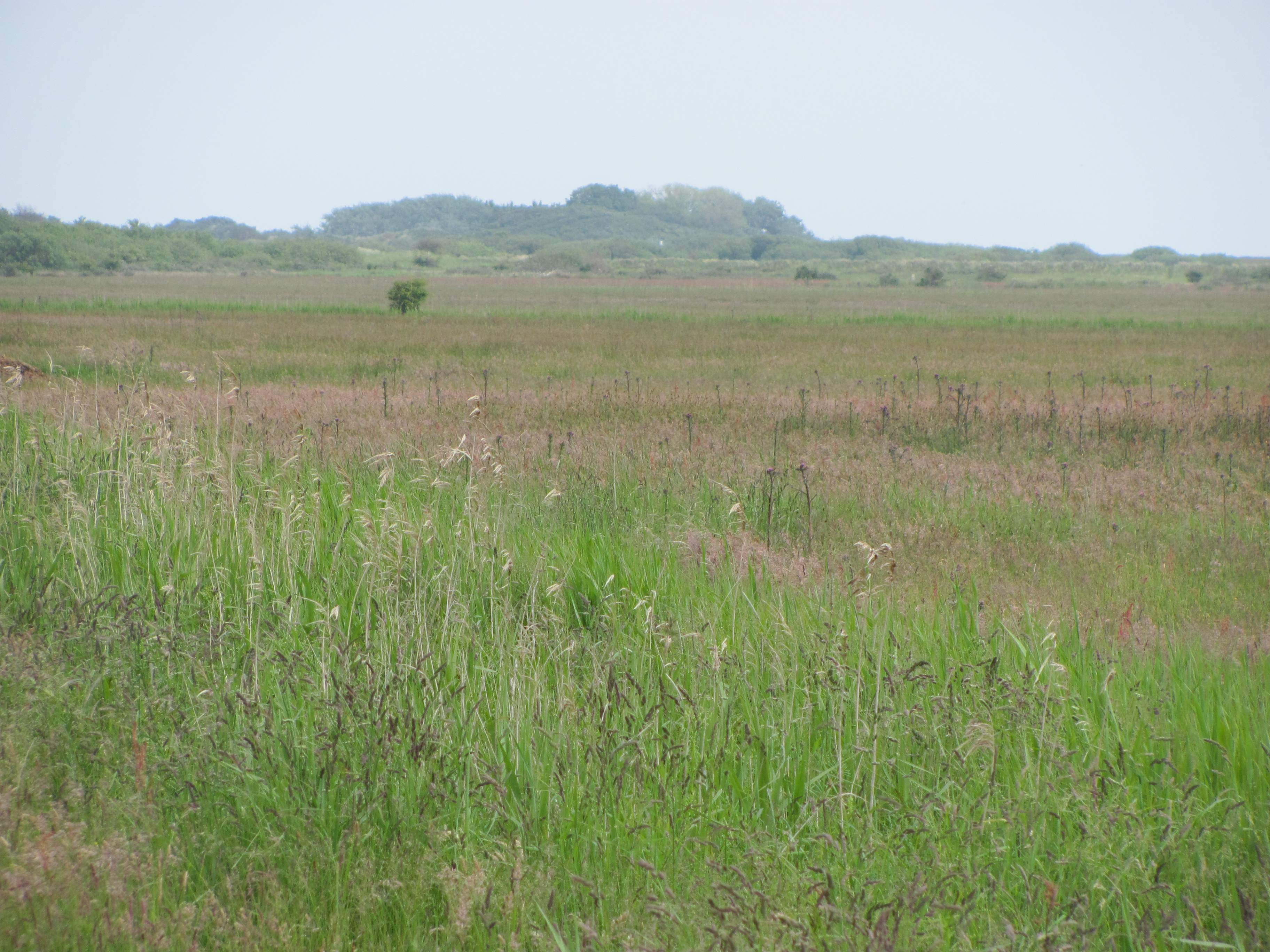
De lanceerplaats op Borkum, de Steernklipp is de heuvel in het midden

De Aggregat 2 (afgekort: A2, door de Wehrmacht ook Rauchspurgerät II, Rookspoorapparaat II genoemd) was het eerste type proefraket dat door Wernher von Braun was ontwikkeld en daadwerkelijk werd getest.

## Technische gegevens
Kenmerken van de Aggregat 2:
- lengte: 1,61 m,
- kaliber: 31,4 cm,
- lege massa: 72 kg,
- startmassa: 107 kg
- stuwkracht bij de start: 3,14 kN

Als brandstof voor de hoofdmotor fungeerden ethanol en vloeibare zuurstof, waarmee de raket 16 seconden kon worden aangedreven.
In afwijking van de niet-succesvolle voorloper, de Aggregat 1 was de Aggregat 2 voorzien van een gyroscoop in het midden van de raket, tussen de ethanol- en de zuurstoftank. Hierdoor was een stabiele koers van de raket mogelijk, zolang de raket werd aangedreven.

## Proef op Borkum
Van de Aggregat 2 werden twee exemplaren gebouwd, die de namen Max en Moritz kregen. Deze raketten werden vanaf het Duitse Waddeneiland Borkum gelanceerd. Op de noordoost-punt van het eiland, in de Steernklipp-duinen werd een 12 meter hoge mast als lanceerplaats ingericht. Tijdens de proef werd de plaats Ostland op Borkum geëvacueerd. Op 19 december 1934 werd "Max" gelanceerd. De aandrijving van Max werkte tot 1700 meter en de raket bereikte een hoogte van 2,3 kilometer. Na het Brennschluss verloor de raket zijn stabiliteit en stortte op ongeveer 800 meter ten zuiden van de lanceerplaats neer nabij de zeedijk van het eiland. "Moritz" werd een dag later, op 20 december 1934 gelanceerd en bereikte een hoogte van 2,2 kilometer. De waarnemers verloren deze raket uit het oog. Moritz werd later op het Wad op 1,5 kilometer ten oosten van de lanceerplaats teruggevonden.

## Verdere ontwikkeling
Na de succesvolle proeven met de Aggregat 2 werd het Duitse raketprogramma voortzet. Na de Aggregat 3 volgde de Aggregat 4, beter bekend als V2, die aan het eind van de Tweede Wereldoorlog werd ingezet voor aanvallen op Londen en Antwerpen. Na de Tweede Wereldoorlog werd de V2 in de Verenigde Staten doorontwikkeld en stond de kennis van Wernher von Braun aan de basis van het Amerikaanse Apolloprogramma.